# تاد ویلیامز (بازیگر)
تاد ویلیامز (به انگلیسی: Todd Williams) (زادهٔ ۱۱ سپتامبر ۱۹۷۷) بازیگر آمریکایی است.
از فیلم‌های معروف او می‌توان به بازی در فیلم سن آندریاس اشاره کرد.